# Final da Copa Libertadores da América de 2005
A final da Copa Libertadores da América de 2005 foi a decisão da 46ª edição da Copa Libertadores da América. Foi disputada entre o Atlético Paranaense e o São Paulo, ambos do Brasil, em 6 e 14 de julho de 2005. 
Como o regulamento da competição estabelecia uma capacidade mínima de 40 mil lugares para o estádio em finais, o Atlético Paranaense instalou arquibancadas modulares para ampliar a capacidade do seu estádio em Curitiba, utilizando o fato que o regulamento da competição da CONMEBOL não previa qualquer restrição a esse tipo de construção.
Apesar dos esforços, prevaleceu a pressão política do São Paulo e da CBF sobre a CONMEBOL, e o Atlético Paranaense teve seu mando de campo tolhido e a primeira partida foi disputada no Beira-Rio, em Porto Alegre. 
A época o retrospecto de confrontos em Curitiba era amplamente favorável ao clube de Curitiba. No primeiro jogo da final, houve um empate em 1–1. No segundo jogo, o São Paulo venceu por 4–0 e ficou com o título.

## Transmissão

### No Brasil
No Brasil, os jogos foram transmitidos pela TV Globo na TV aberta, além do canal fechado SporTV.

### Outros países
As partidas foram transmitidas pela Fox Sports International para toda a América Latina e para os Estados Unidos.

## Campanhas
| São Paulo         | São Paulo                                  | São Paulo                      | Atlético Paranaense            | Atlético Paranaense          | Atlético Paranaense                      |
| ----------------- | ------------------------------------------ | ------------------------------ | ------------------------------ | ---------------------------- | ---------------------------------------- |
| Palmeiras F 1–0   | Cicinho 59'                                | Oitavas de final Primeiro jogo | Oitavas de final Primeiro jogo | Cerro Porteño C 2–1          | Lima 30' Cléo 50'                        |
| Palmeiras C 2–0   | Rogério Ceni (pen.) 81' Cicinho 89'        | Segundo jogo                   | Segundo jogo                   | Cerro Porteño F 1–2 (p. 5–4) | Lima 9'                                  |
| Tigres C 4–0      | Rogério Ceni 30', 58' Luizão 39' Souza 61' | Quartas de final Primeiro jogo | Quartas de final Primeiro jogo | Santos C 3–2                 | Evandro 25' Marcão 40' Lima 71'          |
| Tigres F 1–2      | Souza 87'                                  | Segundo jogo                   | Segundo jogo                   | Santos F 2–0                 | Aloísio 16', 52'                         |
| River Plate C 2–0 | Danilo 76' Rogério Ceni (pen.) 89'         | Semifinais Primeiro jogo       | Semifinais Primeiro jogo       | Guadalajara C 3–0            | Aloísio 22' Fernandinho 44' Fabrício 78' |
| River Plate F 3–2 | Danilo 11' Amoroso 59' Fabão 80'           | Segundo jogo                   | Segundo jogo                   | Guadalajara F 2–2            | Lima 68', 80'                            |

## Primeiro jogo
| 6 de julho  | Atlético Paranaense | 1–1    | São Paulo  | Estádio Beira-Rio, Porto Alegre                     |
| 21:45 UTC−3 | Aloísio 14'         | Súmula | 52' Durval | Público: Não divulgado Árbitro: URU Jorge Larrionda |

| Atlético-PR | São Paulo |

| ATLÉTICO PARANAENSE: |    |                 |     |     |
|                      |    |                 |     |     |
| G                    | 1  | Diego           |     |     |
| LD                   | 2  | Jancarlos       | 25' | 82' |
| Z                    | 13 | Danilo          |     |     |
| Z                    | 14 | Durval          |     |     |
| LE                   | 5  | Marcão (c)      | 56' |     |
| V                    | 4  | Cocito          |     |     |
| V                    | 7  | Alan Bahia      |     |     |
| V                    | 10 | Fernandinho     |     | 66' |
| M                    | 23 | Fabrício        |     |     |
| A                    | 25 | Lima            |     |     |
| A                    | 9  | Aloísio         |     |     |
| Reservas:            |    |                 |     |     |
| G                    | 12 | Tiago Cardoso   |     |     |
| Z                    | 15 | Tiago Vieira    |     |     |
| LD                   | 17 | André Rocha     |     | 82' |
| MF                   | 8  | Rodrigo Beckham |     |     |
| M                    | 20 | Evandro         |     | 66' |
| M                    | 21 | Ticão           |     |     |
| A                    | 19 | Cléo            |     |     |
| Treinador:           |    |                 |     |     |
| Antônio Lopes        |    |                 |     |     |

| SÃO PAULO:    |    |                  |     |
|               |    |                  |     |
| G             | 1  | Rogério Ceni (c) |     |
| LD            | 2  | Cicinho          |     |
| Z             | 3  | Fabão            | 82' |
| Z             | 5  | Diego Lugano     | 68' |
| Z             | 25 | Alex Bruno       |     |
| LE            | 6  | Júnior           |     |
| V             | 7  | Mineiro          |     |
| V             | 8  | Josué            |     |
| M             | 10 | Danilo           |     |
| A             | 11 | Luizão           | 54' |
| A             | 9  | Amoroso          |     |
| Reservas:     |    |                  |     |
| G             | 13 | Roger            |     |
| Z             | 4  | Edcarlos         |     |
| LE            | 16 | Fábio Santos     |     |
| V             | 15 | Alê              |     |
| V             | 17 | Renan Teixeira   |     |
| M             | 21 | Souza            |     |
| A             | 19 | Diego Tardelli   |     |
| Treinador:    |    |                  |     |
| Paulo Autuori |    |                  |     |

| Árbitros assistentes: Fernando Cresci Walter Rial Quarto árbitro: Roberto Silvera |

## Segundo jogo
| 14 de julho | São Paulo                                           | 4 – 0  | Atlético Paranaense | Estádio do Morumbi, São Paulo                 |
| 21:45 UTC−3 | Amoroso 16' · Fabão 52' · Luizão 70' · Tardelli 89' | Súmula |                     | Público: 71 986 Árbitro: ARG Horacio Elizondo |

| São Paulo | Atlético-PR |

| SÃO PAULO:    |    |                  |     |     |
|               |    |                  |     |     |
| G             | 1  | Rogério Ceni (c) |     |     |
| LD            | 2  | Cicinho          |     |     |
| Z             | 3  | Fabão            | 54' |     |
| Z             | 5  | Diego Lugano     | 11' |     |
| Z             | 25 | Alex Bruno       |     |     |
| LE            | 6  | Júnior           |     | 85' |
| V             | 7  | Mineiro          |     |     |
| V             | 8  | Josué            |     |     |
| M             | 10 | Danilo           | 55' |     |
| A             | 11 | Luizão           |     | 72' |
| A             | 9  | Amoroso          |     | 78' |
| Reservas:     |    |                  |     |     |
| G             | 13 | Roger            |     |     |
| Z             | 4  | Edcarlos         |     |     |
| LE            | 16 | Fábio Santos     |     | 85' |
| V             | 17 | Renan Teixeira   |     |     |
| M             | 20 | Marco Antônio    |     |     |
| M             | 21 | Souza            |     | 72' |
| A             | 19 | Diego Tardelli   |     | 78' |
| Treinador:    |    |                  |     |     |
| Paulo Autuori |    |                  |     |     |

| ATLÉTICO PARANAENSE: |    |                 |     |     |
|                      |    |                 |     |     |
| G                    | 1  | Diego           |     |     |
| LD                   | 2  | Jancarlos       |     |     |
| Z                    | 13 | Danilo          |     |     |
| Z                    | 14 | Durval          |     |     |
| LE                   | 5  | Marcão (c)      |     | 60' |
| V                    | 4  | Cocito          | 32' |     |
| V                    | 17 | André Rocha     | 80' | 82' |
| M                    | 23 | Fabrício        | 75' |     |
| M                    | 20 | Evandro         | 25' |     |
| A                    | 25 | Lima            |     | 60' |
| A                    | 9  | Aloísio         |     |     |
| Reservas:            |    |                 |     |     |
| GK                   | 12 | Tiago Cardoso   |     |     |
| Z                    | 15 | Tiago Vieira    |     |     |
| V                    | 7  | Alan Bahia      |     | 82' |
| V                    | 10 | Fernandinho     |     | 60' |
| M                    | 8  | Rodrigo Beckham |     | 60' |
| M                    | 21 | Ticão           |     |     |
| A                    | 19 | Cléo            |     |     |
| Treinador:           |    |                 |     |     |
| Antônio Lopes        |    |                 |     |     |

| Árbitros assistentes: Rodolfo Otero Juan Carlos Rebollo Quarto árbitro: Sergio Pezzotta |